# Evje og Hornnes
Evje og Hornnes es un municipio de la provincia de Agder en la región de Sørlandet, Noruega. A 1 de enero de 2018 tenía una población estimada de 3625 habitantes.